# Lista de prefeitos de Ariquemes
Ariquemes é um município brasileiro do estado de Rondônia. Seus ex-prefeitos e a atual administração é:
| Nº  | Nome                              | Partido  | Início do mandato       | Fim do mandato         | Observações                                        |
| 1   | Olavo Alves Nobre                 | —        | 11 de fevereiro de 1976 | 30 de outubro de 1977  | Administrador nomeado pelo prefeito de Porto Velho |
| 2   | Pedro Tavares Batalha             | —        | 21 de novembro de 1977  | 29 de março de 1979    | Primeiro Prefeito nomeado                          |
| 3   | Francisco de Sales Duarte Azevedo | ARENA    | 9 de março de 1979      | 5 de janeiro de 1981   | Prefeito nomeado                                   |
| 4   | José Evandro Bastos de Oliveira   | —        | 5 de janeiro de 1981    | 5 de julho de 1982     | Prefeito nomeado                                   |
| 5   | Maurílio Galvão da Silva          | —        | 5 de julho de 1982      | 31 de janeiro de 1983  | Prefeito nomeado                                   |
| 6   | Gentil Valério de Lima            | PDS      | 1 de fevereiro de 1983  | 20 de maio de 1988     | Primeiro Prefeito eleito                           |
| —   | Gilberto de Assis Miranda         | —        | 23 de maio de 1988      | 28 de maio de 1988     | Interventor estadual. Governou por cinco dias      |
| —   | Ari Alves Filho                   | PDS      | 28 de maio de 1988      | 31 de dezembro de 1988 | Presidente da Câmara Municipal                     |
| 7   | Ernandes Santos Amorim            | PDT      | 1 de janeiro de 1989    | 30 de abril de 1992    | Prefeito eleito                                    |
| —   | Edmundo Lopes de Sousa            | —        | 1 de maio de 1992       | 25 de agosto de 1992   | Interventor estadual                               |
| —   | Edmundo Santiago Chagas           | —        | 26 de agosto de 1992    | 25 de setembro de 1992 | Interventor estadual                               |
| —   | Altair Schons                     | PMDB     | 25 de setembro de 1992  | 31 de dezembro de 1992 | Interventor estadual                               |
| 8   | Jonathan Roberto da Igreja        | PDT      | 1 de janeiro de 1993    | 31 de dezembro de 1996 | Prefeito eleito                                    |
| 9   | Francisco de Sales Duarte Azevedo | PTB      | 1 de janeiro de 1997    | 31 de dezembro de 2000 | Prefeito eleito                                    |
| 10  | Ernandes Santos Amorim            | PRTB     | 1 de janeiro de 2001    | 4 de abril de 2002     | Prefeito eleito que renunciou o cargo              |
| —   | Daniela Amorim                    | PTB      | 4 de abril de 2002      | 31 de dezembro de 2004 | Vice-prefeita eleita no cargo de Prefeita          |
| 11' | Confúcio Moura                    | PMDB     | 1 de janeiro de 2005    | 31 de dezembro de 2008 | Prefeito eleito                                    |
| —   | Confúcio Moura                    | PMDB     | 1 de janeiro de 2009    | 31 de março de 2010    | Prefeito reeleito que renunciou o cargo            |
| —   | José Márcio Londe Raposo          | DEM      | 1 de abril de 2010      | 31 de dezembro de 2012 | Vice-prefeito eleito no cargo de prefeito          |
| 14  | Lorival Ribeiro de Amorim         | PDT      | 1 de janeiro de 2013    | 31 de dezembro de 2016 | Prefeito eleito                                    |
| —   | Enoque Nunes da Silva             | PMDB     | 1 de janeiro de 2013    | 31 de dezembro de 2016 | Vice-prefeito eleito                               |
| 15  | Thiago Flores                     | PMDB     | 1 de janeiro de 2017    | 2020                   | Prefeito eleito                                    |
| —   | Lucas Follador                    | DEM      | 1 de janeiro de 2017    | 2020                   | Vice-prefeito eleito                               |
| —   | Carla Redano                      | PATRIOTA | 1 de janeiro de 2021    | 2024                   | Prefeito a tomar posse                             |
| —   | Sargento Gabriel                  | PATRIOTA | 1 de janeiro de 2021    | 2024                   | Vice-prefeito a tomar posse                        |

## Câmara Municipal de Ariquemes gestão 2017 / 2020
- Mesa Diretora Biênio 2017/2018 :  Vanilton Sebastião Nunes da Cruz (Vanilton Cruz - SD) - Presidente  Natanael Emerson Pereira de Lima (Natan Lima - PTB) - Vice-presidente  Pedro Basílio de Souza Junior (Junior da 60 - PRB) - 1º Secretário  Loureci Vieira de Araújo (Loro da Sucam - PP) - 2ª Secretário.[5]

### Vereadores gestão 2017 / 2020
Os 13 vereadores são:
- Nairton da Saude - PP
- Amorim - PTB
- Carla Redano - PRB
- Renato Padeiro - PDT
- Junior da 60 - PRB
- Loro - PP
- Vanilton Cruz - SD
- Natan Lima da Madeireira - PTB
- Capitão Levi - PMDB
- Amalec da Costa - PSDB
- Rafael Éo Fera - DEM
- Joel da Yamaha - DEM
- Jose Augusto - PPS